# Salvatoria rhopalophora
Salvatoria rhopalophora is een borstelworm uit de familie Syllidae. Het lichaam van de worm bestaat uit een kop, een cilindrisch, gesegmenteerd lichaam en een staartstukje. De kop bestaat uit een prostomium (gedeelte voor de mondopening) en een peristomium (gedeelte rond de mond) en draagt gepaarde aanhangsels (palpen, antennen en cirri). De wetenschappelijke naam van de soort werd voor het eerst geldig gepubliceerd in 1897 door Ehlers als Grubea rhopalophora 